# Myśliwska Przełęcz
Myśliwska Przełęcz (słow. Poľovnické sedlo) – przełęcz w południowo-wschodniej grani Łomnicy, na jej odcinku zwanym Łomnicką Granią. Oddziela od siebie Myśliwską Czubę na północnym zachodzie i dwuwierzchołkową Małą Łomnicką Basztę na południowym wschodzie. Znajduje się blisko północno-zachodniego wierzchołka tego ostatniego wzniesienia. Przełęcz jest głęboka i płaska, stanowi najniższy punkt grani pomiędzy Wielką Łomnicką Basztą a Małą Łomnicką Basztą.
Po południowo-zachodniej stronie przełęczy do Doliny Małej Zimnej Wody opada długi i wybitny Pośredni Myśliwski Żleb – płytki w górnej części i głębszy w dolnej. Po drugiej stronie grani, na północny wschód od przełęczy stoki Pustego Pola opadają do Pustej Żlebiny. Bezpośrednio pod siodło pnie się orograficznie prawa odnoga tego żlebu.
Przełęcz jest wyłączona z ruchu turystycznego. Najdogodniejsza droga dla taterników prowadzi na nią z Doliny Łomnickiej, dnem Pustej Żlebiny. Myśliwska Przełęcz, podobnie jak inne obiekty w Łomnickiej Grani, była odwiedzana od dawna przez myśliwych polujących na kozice.

## Przypisy

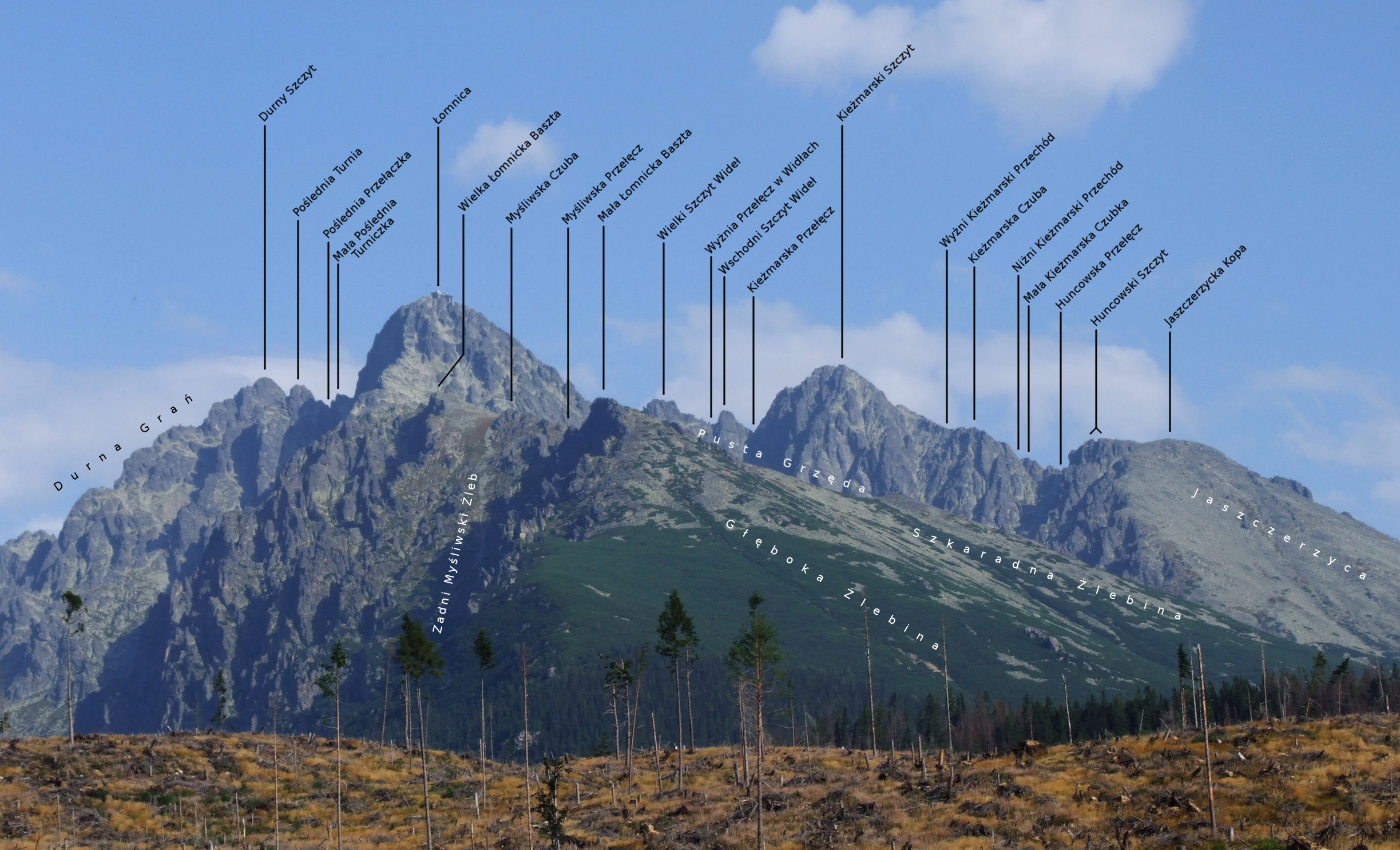
Myśliwska Przełęcz wśród podpisanych obiektów